# Кучменко Микола Осипович
Микола Осипович (Йосипович) Кучменко (грудень 1878, місто Суми — 11 січня 1956, місто Москва, тепер Російська Федерація) — радянський діяч, професійний революціонер, голова виконавчого комітету Виборзької районної ради міста Петрограда. Член Центральної контрольної комісії ВКП(б) у 1920—1922 і 1923—1930 роках. Кандидат у члени ЦВК СРСР.

## Життєпис
Народився в родині агронома. Здобув початкову освіту. Трудову діяльність розпочав у чотирнадцятирічному віці учнем слюсарної майстерні цукрового заводу. Потім працював робітником на машинобудівному заводі міста Катеринослава.
Член РСДРП з 1898 року. Працював у марксистських гуртках, розповсюджував нелегальну літературу. Брав активну участь у нелегальній революційній діяльності. У 1900 році заарештований та засуджений до адміністративного заслання.
Був призваний до російської імператорської армії, з якої дезертував через загрозу арешту. Емігрував до Лондона (Великобританія), був членом «іскрівської групи». Перед Першою російською революцією 1905—1907 років повернувся до Російської імперії.
У 1905 році брав активну участь у революційних подіях в місті Баку. Потім проводив нелегальну революційну роботу в Нижньодніпровську, Кривому Розі, Самарі, Ташкенті. В Ташкенті був заарештований, переведений до в'язниці міста Самарканда, а потім засланий на два роки до Наримського краю. 
Після відбуття заслання працював в Ташкенті, Бухарі, Ростові-на-Дону, Сизрані. У 1915 році переїхав до Петрограда, де працював робітником заводу «Айваз».
Після Лютневої революції 1917 року — член Виборзького районного комітету РСДРП(б), комендант робітничих дружин Виборзького району Петрограда.
З травня 1917 року — голова виконавчого комітету Виборзької районної ради міста Петрограда. Обирався членом Виборзької районної думи і заступником голови Виборзької районної управи.
Брав участь у Жовтневому перевороті 1917 року в Петрограді. У 1917—1918 роках — начальник продовольчої управи Виборзького району міста Петрограда. Потім — завідувач Виборзького районного відділу народної освіти.
У 1918 році призначений комісаром Балтійського флоту, але через довготривалу хворобу до виконання обов'язків не приступив.
У 1921—1923 роках — завідувач консульської частини Дипломатичного представництва РРФСР у Норвегії; завідувач консульської частини Середньоазіатського повноважного Дипломатичного представництва РРФСР у місті Ташкенті.
З 1923 по 1932 рік — керуючий Інспекцією освіти, охорони здоров'я, соціального страхування та соціального забезпечення і член колегії Народного комісаріату робітничо-селянської інспекції РРФСР. Входив до Малої ради народних комісарів РРФСР.
Наприкінці 1932 року отримав персональну пенсію через хворобу.
З березня по липень 1935 року — головний бібліотекар відділу стародруків та рідкісних книг, з 15 липня 1935 по 3 березня 1949 року — завідувач відділу стародруків та рідкісних книг, одночасно з червня 1941 по 3 березня 1949 року — завідувач відділу рукописів, з березня 1949 по 25 жовтня 1954 року — головний бібліотекар відділу рідкісних книг Державної бібліотеки СРСР імені В. І. Леніна.
З 25 жовтня 1954 року — на пенсії. Помер 11 січня 1956 року. Похований на Новодівочому цвинтарі Москви.

## Нагороди
- орден Леніна (27.08.1954)
- орден «Знак Пошани» (.03.1945)